# Ergün Batmaz
Ergün Batmaz (16 luglio 1967) è un sollevatore turco che ha gareggiato nella categoria dei pesi leggeri.

## Carriera
Campione europeo nel 1997 a Rijeka, agli europei conquistò altri tre bronzi e un argento tra il 1990 e il 1998. Ai campionati mondiali vinse una medaglia d'argento e una di bronzo nel 1993 e nel 1995. Partecipò a due edizioni dei Giochi olimpici: a Seul nel 1988, piazzandosi al quinto posto, e ad Atlanta nel 1996, classificandosi undicesimo. Fu inoltre medaglia d'argento ai Giochi del Mediterraneo nel 1993.
Dopo il ritiro dall'attività agonistica, fu allenatore delle squadre nazionali turche femminili e maschili e del club Büyükşehir Belediye Ankaraspor.